# Högklobben, Kristinestad
Högklobben är en ö i Finland.   Den ligger i den ekonomiska regionen  Sydösterbotten och landskapet Österbotten, i den sydvästra delen av landet, 290 km nordväst om huvudstaden Helsingfors.
Terrängen på Högklobben är varierad.  I omgivningarna runt Högklobben växer i huvudsak blandskog.